# Mimothelais
Mimothelais is een kevergeslacht uit de familie van de boktorren (Cerambycidae). De wetenschappelijke naam van het geslacht werd voor het eerst geldig gepubliceerd in 1958 door Breuning.

## Soorten
Mimothelais is monotypisch en omvat slechts de volgende soort:
- Mimothelais fruhstorferi Breuning, 1958